# Enrico Mollo
Pour les articles homonymes, voir Mollo.
Enrico Mollo (né le 24 juillet 1913 à Moncalieri, dans la province de Turin, dans le Piémont et mort le 10 mars 1992 à Turin) est un coureur cycliste italien, dont la carrière, perturbée par la Seconde Guerre mondiale, se déroule du milieu des années 1930 à la fin des années 1940.

## Biographie
Professionnel de 1935 à 1948 dans diverses équipes, Enrico Mollo remporte notamment au cours de sa carrière le Tour de Lombardie (1935), la Coppa Bernocchi (1936) et le Tour des Apennins (1946). En 1940, il se classe deuxième du Tour d'Italie derrière Fausto Coppi.

## Palmarès
- 1935
  - Coppa Città di Canelli
  - Tour de Lombardie
- 1936
  - Coppa Bernocchi
  - 2e du Tour du Latium
  - 3e des Trois vallées varésines
  - 9e du Tour d'Italie
- 1937
  - 3e du Tour d'Italie
  - 3e du Circuit du Ventoux
  - 4e du Tour de Suisse
- 1938
  - Tour des Trois Mers
  - 2e du Tour de Romagne
  - 3e du Tour d'Ombrie
- 1940
  - 2e du Tour d'Italie
  - 6e du Tour de Lombardie
- 1941
  - 2e du Tour d'Émilie
  - 2e de Trento-Monte Bondone
  - 3e du Tour de Vénétie
  - 9e de Milan-San Remo
- 1942
  - 3e de Trento-Monte Bondone
- 1946
  - Tour des Apennins
  - Trois vallées varésines
  - Coppa Città di Asti

## Résultats sur les grands tours

### Tour d'Italie
5 participations
- 1936 : 9e
- 1937 : 3e
- 1939 : 26e
- 1940 : 2e,  maillot rose pendant 3 jours
- 1946 : abandon

### Tour de France
1 participation
- 1938 : 38e